# Sylvain Ricard
Pour les articles homonymes, voir Ricard (homonymie).
Sylvain Ricard, né le 11 décembre 1969 à Boulogne-Billancourt, est scénariste français de bande dessinée. Il est le frère de Bruno Ricard.

## Biographie
En 2001, il rencontre Christophe Gaultier, avec qui il fait ses trois premiers livres. Avec ce dernier au dessin et épaulé par son frère Bruno au scénario, il lance notamment le récit autobiographique Clichés Beyrouth 1990,. Après avoir été chercheur scientifique pendant près de vingt ans, il abandonne cette carrière en 2008 pour se consacrer à la bande dessinée.
En 2007 paraît Les boules vitales, qu'il scénarise avec un dessin de Charles Masson, un récit à tonalité humoristique sur « l’histoire d’amour d’un couple atypique » dans laquelle Actua BD voit « une caricature originale et intelligente ».
Il fait partie des fondateurs de La Revue dessinée en 2013, dont il est l'un des rédacteurs en chef.

## Publications
- Banquise avec Christophe Gaultier (dessin), chez Soleil en 2002[7],[8]
- Kuklos avec Christophe Gaultier, Soleil Productions, 2003[9],[10]
- Le Cirque Aléatoire, avec Christophe Gaultier, Treize Étrange :

1. Private Jauques, 2004[11]
2. La Lumière du Kouchan, 2004[12]

- Le Cirque Aléatoire, les origines, avec Christophe Gaultier, Treize Etrange, coll. « Comics »

1. Eleuthère Sombre, 2005[13]

- Clichés Beyrouth 1990 avec Bruno Ricard (coscénario) et Christophe Gaultier (dessin), chez Les Humanoïdes Associés en octobre 2004[1],[2]
- Les rèves de Milton (2 tomes) avec Frédéric Féjard et Maël, chez Dupuis en 2005 et 2006
- Guerres Civiles (3 tomes) avec Jean-David Morvan et Christophe Gaultier, chez Futuropolis en 2006 et 2008
- Frères de la côte avec Yuio et CV7, aux Éditions Caravelle en 2007
- Chess (2 tomes parus sur les 6 prévus) avec Bruno Ricard et Michael Minerbe, chez Les Humanoïdes Associés

1. Tu n'es qu'un pion, 2007[14]
2. Les Cavaliers de l'Aube, 2009

- Fille de rien avec Arnü West, chez Futuropolis en 2007[15]
- Dans la colonie pénitentiaire[16], d'après Franz Kafka, avec Maël, Delcourt en 2007
- Les Boules vitales avec Charles Masson chez Futuropolis en 2007
- À la folie avec James, chez Futuropolis en 2009
- La Maison sur la colline avec Tommy Redolfi, chez Dupuis en 2009
- Don Juan avec Myrto Reiss (coscénariste), Benjamin Bachelier (dessin) et Hubert (couleurs), chez Delcourt en 2010
- Spéciale dédicace à Mamie avec Arnü West, chez 6 pieds sous terre en 2011
- Retour à Plouc-land avec Cubi, chez 6 pieds sous terre en 2011
- On a mangé Zidane avec Didier Maeva, 6 pieds sous terre en 2011
- La Mort dans l'âme avec Isaac Wens, chez Futuropolis en 2011
- 20 ans ferme, un récit pour témoigner de l'indignité d'un système, dessiné par Nicoby en 2012[17].
- Motherfucker (2 tomes parus) avec Guillaume Martinez chez Futuropolis en 2012 et 2013
- Biribi tome 1 de la série La Grande Évasion, scénario de Sylvain Ricard, dessins d'Olivier Thomas, Delcourt en 2012.
- Toi au moins, tu es mort avant, adapté du récit autobiographique de Chrónis Míssios, dessin de Daniel Casanave, scénario avec Myrto Reiss, éd. Futuropolis, 2013
- François sans nom, Quadrants

1. Le Sculpteur et la Voleuse, scénario : Sylvain Runberg, dessin : Marco Bianchini, couleurs : Marz, 2013  (ISBN 978-2-302-02505-9)
2. La Nouvelle Jeanne, scénario : Sylvain Ricard et Sylvain Runberg, dessin : Marco Bianchini et Emmanuele DeAngelis, couleurs : Marz, 2015  (ISBN 978-2-302-04215-5)

Stalingrad Khronika
- n°1 Première partie, Dupuis, coll. Aire Libre,  (ISBN 978-2-8001-4970-7), 2011
Scénario : Sylvain Ricard - Dessin : Franck Bourgeron - Couleurs : Claire Champion[18],[19]
- n°2 Deuxième partie, Dupuis, coll. Aire Libre,  (ISBN 978-2-8001-5744-3), 2013
Scénario : Sylvain Ricard - Dessin : Franck Bourgeron - Couleurs : Claire Champion[20]
- Int Stalingrad Khronika, Dupuis, coll. Aire Libre,  (ISBN 978-2-8001-5746-7), 2013
Scénario : Sylvain Ricard - Dessin : Franck Bourgeron - Couleurs : Claire Champion

## Distinctions, prix
- Prix Région Centre du Festival BD Boum 2004 pour Clichés Beyrouth 1990 avec Bruno Ricard et Christophe Gaultier[21].